# Pontinus sierra
Pontinus sierra  (лат.) — вид лучепёрых рыб из семейства скорпеновых.

## Описание
Тело удлинённое, несколько сжато с боков, сужается к хвостовому стеблю, покрыто ктеноидной чешуёй. Высота тела составляет 29—33% от стандартной длины тела. Голова очень большая и высокая, с многочисленными шипами. Рот небольшой. Глаза непропорционально большие, расположены близко друг к другу. На первой жаберной дуге 8—13 жаберных тычинок. В спинном плавнике 12—13 жёстких лучей и 9 мягких лучей. В анальном плавнике 3 жёстких и 5—6 мягких лучей. Вторая колючка длиннее остальных. В грудных плавниках 16—19 мягких лучей. Хвостовой плавник усечённый.
Верхняя часть тела красного цвета, бока розовые с серо-зелёными пятнышками. Нижняя часть головы белая. Мягкая часть спинного плавника и хвостовой плавник с многочисленными точками.
Максимальная длина тела 33 см.

## Биология
Морские донные рыбы.В состав рациона входят донные ракообразные, кальмары, осьминоги, каракатицы и мелкие рыбы. Икромечущий вид. Икра вымётывается в виде плавучих желатинообразных масс. Личинки ведут пелагический образ жизни.

## Ареал
Распространены в центрально-восточной части Тихого океана от Калифорнийского залива до Панамы. Обитают на глубине от 48 до 351 метра.